# Sukamaju (Tambusai)
Sukamaju is een bestuurslaag in het regentschap Rokan Hulu van de provincie Riau, Indonesië. Sukamaju telt 4299 inwoners (volkstelling 2010).